# Tino di Camaino

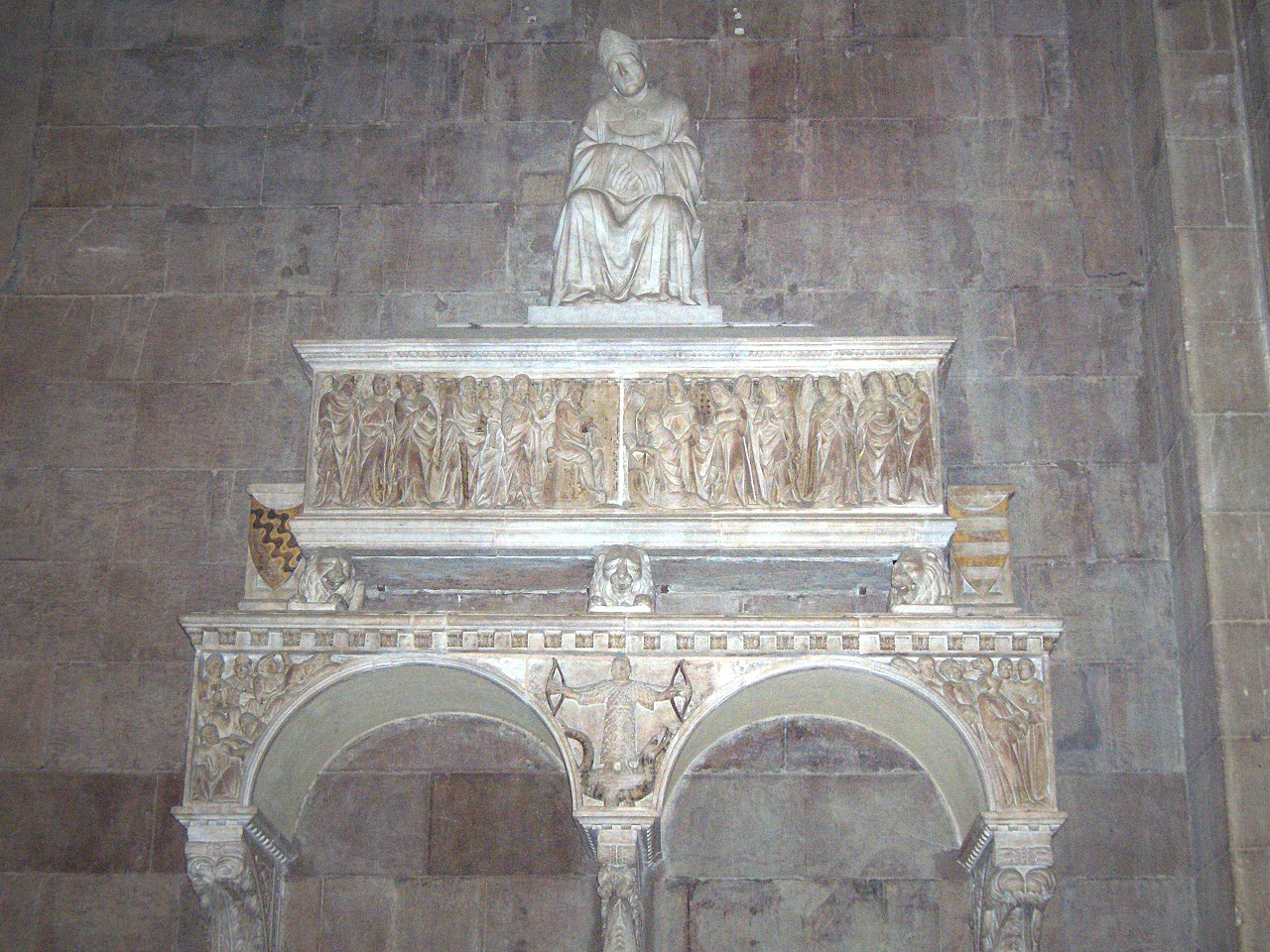
Grobowiec Antonio d'Orso we florenckiej katedrze Santa Maria del Fiore

Tino di Camaino (ur. ok. 1285 w Sienie, zm. 1337 w Neapolu) – włoski rzeźbiarz i architekt.

## Życiorys
Był synem architekta Camaino di Crescentino. Nauki pobierał u Giovanniego Pisano, któremu pomagał w pracach przy fasadzie katedry w Sienie. W 1311 udał się wraz ze swoim mistrzem do Pizy, gdzie w 1315 stał się odpowiedzialny za prace w tamtejszej katedrze oraz wykonał pomnik nagrobny cesarza Henryka VII Luksemburskiego. W latach 1319–1320 pracował nad podobnymi dziełami w Sienie i Florencji, w tym nad słynnym grobowcem biskupa Orso w katedrze Santa Maria del Fiore oraz grobowcem Gastona della Torre w bazylice Santa Croce.
Od 1323 pracował w Neapolu pod patronatem króla Roberta I Mądrego. Po raz kolejny stworzył serię pomników nagrobnych, między innymi Katarzyny Austriaczki w San Lorenzo Maggiore oraz węgierskiej królowej Marii w Santa Maria Donnaregina.